# Кваснюв-Дольни
Кваснюв-Дольни (пол. Kwaśniów Dolny) — село в Польщі, у гміні Ключе Олькуського повіту Малопольського воєводства.
Населення — 615 осіб (2011).
У 1975-1998 роках село належало до Катовицького воєводства.

## Демографія
Демографічна структура станом на 31 березня 2011 року:
|          | Загалом | Допрацездатний вік | Працездатний вік | Постпрацездатний вік |
| -------- | ------- | ------------------ | ---------------- | -------------------- |
| Чоловіки | 293     | 51                 | 201              | 41                   |
| Жінки    | 322     | 58                 | 184              | 80                   |
| Разом    | 615     | 109                | 385              | 121                  |